# Korruption

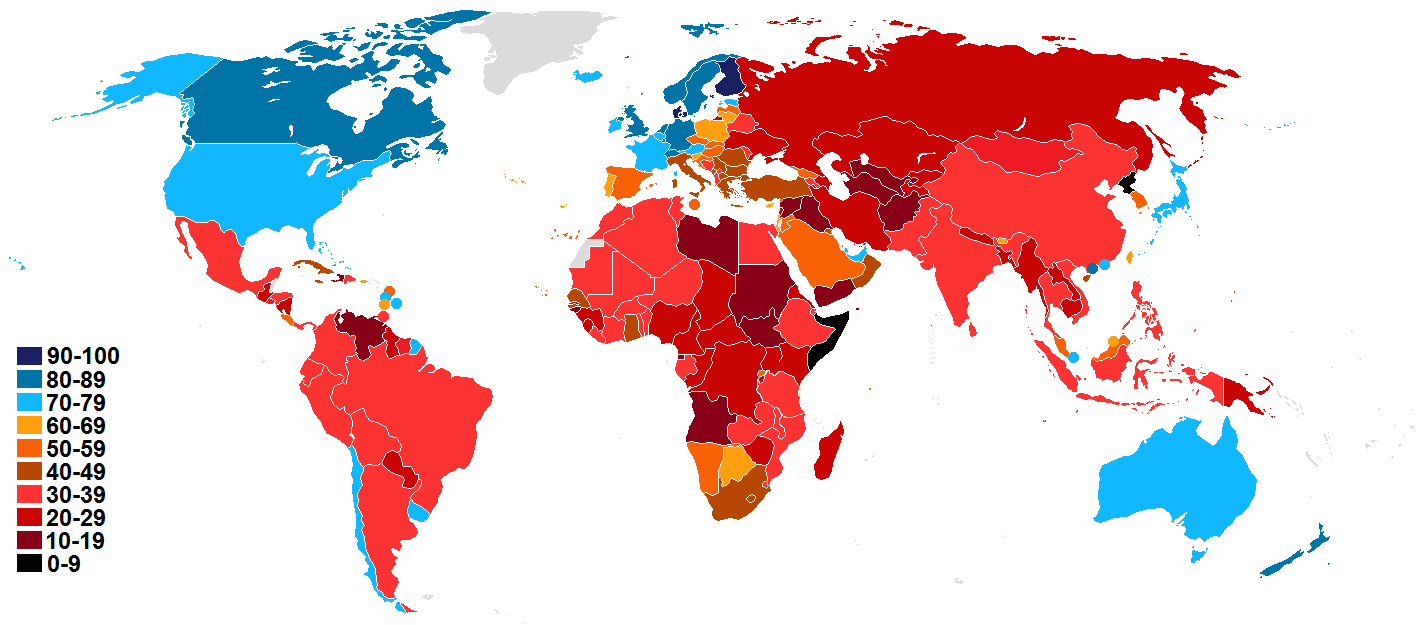
Karta över korruptionsindex enligt Transparency International 2015, som mäter "i vilken grad korruption uppfattas föreligga bland offentliga tjänstemän och politiker" i världens länder. Höga siffror (blå länder) indikerar låg grad av uppfattad korruption, medan lägre siffror (röda länder) indikerar hög grad.

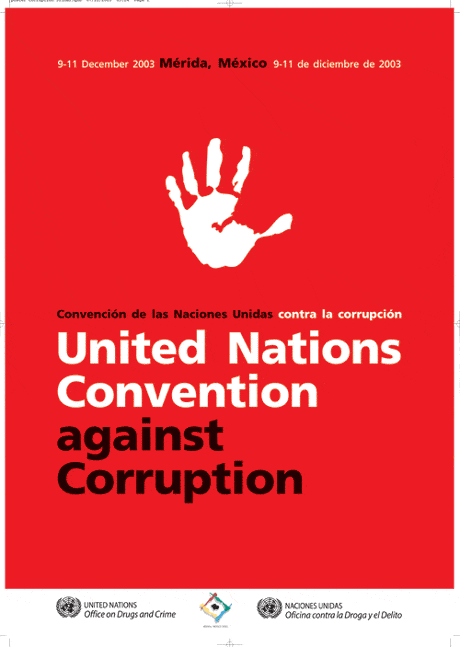
FN:s konvention mot korruption

Korruption är enligt Världsbankens arbetsdefinition missbruk av offentlig makt för privat vinning. Det är ett slags politisk brottslighet, och när den förekommer på statlig nivå och organiserat, statsorganiserad brottslighet, som typiskt förknippas med, men inte är begränsat till, mutor, utpressning och politiska konspirationer med vilka gärningsmannen, som har offentlig makt, bedrar allmänheten. Världsbanken skiljer mellan administrativ korruption och korruption som syftar till kontroll över staten; det senare handlar om att olagligt styra över politiska institutioner och funktioner och det förra om att se till så att lagar inte efterlevs exempelvis med mutor.
Grov korruption innebär att statens höga representanter stör den politiska ordningen (exempelvis med riggade val), och lindrig korruption att statens tjänstemän på mera vardaglig basis skor sig personligen på orätta sätt genom sin ställning. Politisk korruption är att manipulera politiken, samhällsinstitutioner och förfaranden för att kvarbli vid makten, tillförskaffa sig rikedomar eller förmåner och behålla eller öka sin status, vare sig genom handling eller underlåtelse av handling, i det offentliga eller privata, och vare sig av individer eller organisationer. Ordet korruption kommer från latin corruptio som betyder ’fördärvat tillstånd’, ’förfall’ eller ’bestickning’.

## Brottets aktörer
Korruption innebär att personer i offentlig förtroendeställning skor sig illegalt genom sin politiska eller offentliga maktställning. Detta kan både avse personer med politisk makt och personer i statens tjänst. För att definieras som korruption är detta väsensbetingande, att staten är inblandad i handlingen. När personer som representerar staten missbrukar sin makt för privat vinning är det korruption. Sådana brott involverar vanligen och som regel också personer utanför den offentliga makten, inuti landet men också genom globaliseringen transnationellt. Involverade aktörer bortsett från de i förtroendeställning innefattar personer inom det privata näringslivet, privatpersoner, föreningslivet och civilsamhället, media, högre lärosäten, med mera, beroende på korruptionens art.
En del av korruptionens allvar hänger samman med hur hög tjänst den korrumperade personen har. Som grov korruption räknas fall när den korrumperade personen har en hög politisk förtroendeställning i samhället, när brottet strider mot regler eller lagar eller statens funktioner och innebär privat vinning av vad som borde komma allmänheten till godo. Lindrigare korruption innebär att lägre eller medelhöga statliga eller kommunala tjänstemän i offentlig förtroendeställning på vardaglig basis i mötet med allmänheten missbrukar sin makt, exempelvis när allmänheten söker sig till inrättningar som sjukhus, skolor, polis, och dylikt. Båda fallen kan vara mer eller mindre privat, mer eller mindre politiskt, motiverade. Korruptionen kan vidare vara mer eller mindre institutionaliserad, systematisk och planerad (organiserad och omfattande), och mer eller mindre tillfällig och decentraliserad (på en mera individuell nivå). Dock tenderar korruption att med tiden bli alltmera kollektiv och omfattande.

## Korruptionen, förutsättning och konsekvens

### Handlingar som utgör korruption
Korruption kan utföras underifrån, när någon under och utanför staten mutar en eller flera personer i statens tjänst, då korruptionsbrottet är mutbrott. Korruption kan också utföras ovanifrån, när någon eller några i statens tjänst mutar personer utanför staten, exempelvis inom näringslivet eller föreningslivet, eller sig själv underställd i staten, då korruptionsbrottet är bestickning. Mutbrott (inklusive bestickning) är de mest karakteristiska brotten gällande korruption i dess juridiska mening. Statens representanter kan i sin maktposition begå flera andra brott för privat vinning, exempelvis att stjäla allmänna fonder och överföra dem till privata konton, vilket dock inte nödvändigtvis inryms i begreppets juridiska mening och i så fall för att brottet saknar interaktion mellan statlig och icke-statlig person. Bedrägeri, utpressning, favoritism (nepotism och vänskapskorruption) räknas emellertid mer allmänt som korruptionsbrott om en gärningsman representerar staten och denne missbrukar sin offentliga makt genom att begå brotten ifråga.
Korruption kan vara mer eller mindre politisk till sin natur. Politisk korruption innebär att störa den politiska ordningen, samhällsordningen eller juridiska förfaranden för att kvarbli vid makten eller erhålla den eller skaffa sig rikedomar.
Korruption kan exempelvis ske genom att poliser kräver olagliga ersättningar för att utföra sina jobb. Även om korruption kan underlätta kriminell verksamhet så som narkotikahandel, penningtvätt och människohandel (jämför statsorganiserad brottslighet), är den inte begränsad till dessa aktiviteter. Som korruption hör vidare ibland doping inom sport, pengatvätt, med flera brott som också sammanbinds med den organiserade brottsligheten (jämför maffiastat). Också illegalt utnyttjande av naturresurser (exempelvis regnskogar i Sydamerika), och andra miljöbrott (vildmarkslivet eller utsläpp) kan förutsätta korruption.

#### Vänskapskorruption
Den enklaste definitionen av korruption är att en person i offentlig förtroendeställning själv gynnas ekonomiskt genom regelbrott. Men till korruption kan ibland så kallad vänskapskorruption (cronyism) föras, att vänner och andra likasinnade utan egna kvalifikationer får eftertraktade jobb eller andra förmåner av en högt uppsatt person. Vänskapskorruption är dock i praktiken svår att upptäcka eller bevisa. Dock särskiljs stundtals vänskapskorruption från korruption, eftersom vänskapskorruption kan vara mer legalt, socialt påbjudet och institutionaliserat (såsom spoils-system) än korruption som i det ljuset är definitionsmässigt ett informellt och illegalt sätt att omfördela rikedomar. Vidare kan vänskapskorruption innefatta monopolisering av viktig information som leder till att personer utanför makteliten inte klarar av att erhålla positioner eller förmåner, ett moment som inte nödvändigtvis innefattas i begreppet korruption. Som korruption räknar emellertid Världsbanken att anhöriga och vänner till politiker och ämbetsmän blir orättvist gynnade genom offentliga avtal och kontrakt.
Sociologen Paul Bratsis anser att den moderna förståelsen av korruption grundas i organiseringen av samhället i offentligt och privat och det är när dessa sammanblandas som korruption uppstår. Som när en polis tar en muta av en brottsling så sätter han sina privata intressen (att tjäna mer pengar) före hans offentliga roll (att gripa brottslingen). Politisk korruption kan också förstås på detta sätt, att en politiker kan ha både privata och offentliga intressen men de får inte blandas.

### Korruptionens förutsättningar
Studier på länder med omfattande och vidsträckt korruption på regeringsnivå har visat att de politiska institutionerna i respektive land formar korruptionens mönster. Att landet har instrument för att bestraffa korruption. minskar dess förekomst. Korruption är mindre i länder med demokrati, pressfrihet, parlamentarism, decentralisering och politisk stabilitet. Det finns inget tydligt samband mellan graden korruption och den allmänna kriminaliteten i landet, men i länder med mycket stöld, bedrägerier och brott där gärningsman och offer känner varandra är korruptionen något högre. Korruption i demokratier är bara möjlig om allmänheten saknar kännedom om brotten, varför pressfrihet, check and balances, transparens (och decentralisering) och tillgång till information minskar förutsättningen om det finns en politisk utmanare till makteliten, jämför politisk klass. En av de viktigare faktorerna som motverkar korruption är politisk ansvarighet vilket exempelvis kan gestalta sig i att landet har en stark opposition.
I strid mot synen att demokrati är korruptionens motsats, finns en alternativ teori om att korruption är väsensbetingande för politiken i sig varmed risken att det uppstår förekommer oavsett styrelseskick. Olika styrelseskick genererar, enligt detta synsätt, endast olika former av korruption. I ett laglöst samhälle (ociviliserat eller anarkistiskt samhälle) kan korruption uppstå för att bilda en hierarki (och därmed civilisation), men i en diktatur försvarar diktatorn sig mot revolution genom att bilda en korrumperad byråkrati. Den teorin landar i slutsatsen att korruptionens förutsättningar finns i själva politiken och maktutövningen, vare sig det politiska samhället är kompetitivt eller inte.

### Konsekvenser av korruption
På grund av korruption kan det uppstå ineffektivitet och rättsosäkerheter i system varför samhället genom lagstiftning söker att förebygga detta.
Korruption leder till att den politiska, sociala och ekonomiska stabiliteten undergrävs, vilket möjliggör en grogrund för organiserad brottslighet och terrorism.
Det leder också till minskad ekonomisk tillväxt, och drabbar främst de redan utsatta och fattiga. De ekonomiska konsekvenserna utgörs dels av att få är intresserade av att göra investeringar, dels att en del av skatteintäkterna i landet går åt till mutor eller försvinner på svarta marknaden i stället för att som tänkt gå till de fattiga. Det olagliga penningflödet kan ofta i slutändan hamna att finansiera illegala droger och människohandel. Korruption urholkar allmänhetens förtroende för såväl samhällsinrättningar (rättsväsendet, myndigheter, etc) som företag, organisationer och marknadsekonomin.
Korruption kan även göra så att det blir lättare att kringgå byråkrati, regleringar och ett långsamt rättsväsende.

## Utbredning
Det traditionella synsättet har varit att korruption i så hög grad är motsats till demokratiska styrelseskick, att fenomenet antogs vara förbehållet, och kännetecknande för, auktoritära stater, diktaturer eller protodemokratier. Under mitten av 1990-talet utmanades det synsättet när omfattade korruption uppdagades i Italien som visade sig vara uppbyggd med korrumperade nätverk av politiker, affärsmän och myndighetspersoner av högsta rang. Senare samma årtionde framkom korruption och korruptionsanklagelser mot dåvarande president Bill Clinton i USA, John Major i Storbritannien, Benazir Bhutto i Pakistan, Ryssland, Grekland, Spanien, Belgien, Österrike, Frankrike och Tyskland.